# Jin Yan

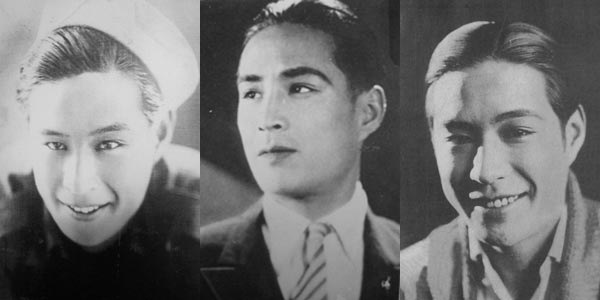
Jin Yan

Jin Yan (chinesisch 金焰, Pinyin Jīn Yàn; kor. 김염, Kim Yeom; eigentlich Kim Deoklin, kor. 김덕린 / 金德麟, chin. Jīn Délín; * 8. April 1910 in Seoul, damaliges Korea, heutiges Südkorea; † 27. Dezember 1983 in Kanton, Volksrepublik China) war ein chinesischer Schauspieler. Er hat den Ehrennamen „Kaiser der Leinwand“.

## Leben
Nach der Annexion Koreas durch Japan emigrierte seine Familie 1912 nach Nordchina. Sie wurden chinesische Staatsbürger. Ab 1927 war Jin für die Filmgesellschaft Mingxing in Shanghai tätig. Die von ihm verkörperte Hauptrolle eines Schwertkämpfers in Fengliu jianke (1929) von Sun Yu machte ihn bekannt. Er hatte ein breites Rollenspektrum, doch war er besonders innovativ als junger maskuliner Held vor sozialem Hintergrund. In den 1930er Jahren trat Jin Yan mehrfach mit der Schauspielerin Ruan Lingyu auf. Er spielte in zahlreichen Filmen des Regisseurs Bu Wancang, so als großer Filmstar, der freiwillig in den Krieg zieht in Sange modeng nü xing (Three Modern Women) (1933). Zu seinen besonderen Leistung gehört die Darstellung eines Matrosen in Wu Yonggangs Lang tao sha (1936). Diese Hauptfigur in dem visuell experimentellen Film hat den Geliebten seiner Frau getötet und muss mit dem Kriminalkommissar, der ihn verfolgt hat, auf einer einsamen, unbewohnten Insel dahinvegetieren.
Bis 1940 arbeitete Jin noch regelmäßig als Filmschauspieler, dann erst wieder ab 1947 in Ying chun qu. Seine letzten beiden Rollen hatte er in Frühlingswind (Muqin, 1956) und Baofengzhong de xiongying (1957).